# Melort
Melort is een Nederlands geslacht waarvan leden sinds 1840 tot de Nederlandse adel behoren en dat in 1898 uitstierf.

## Geschiedenis

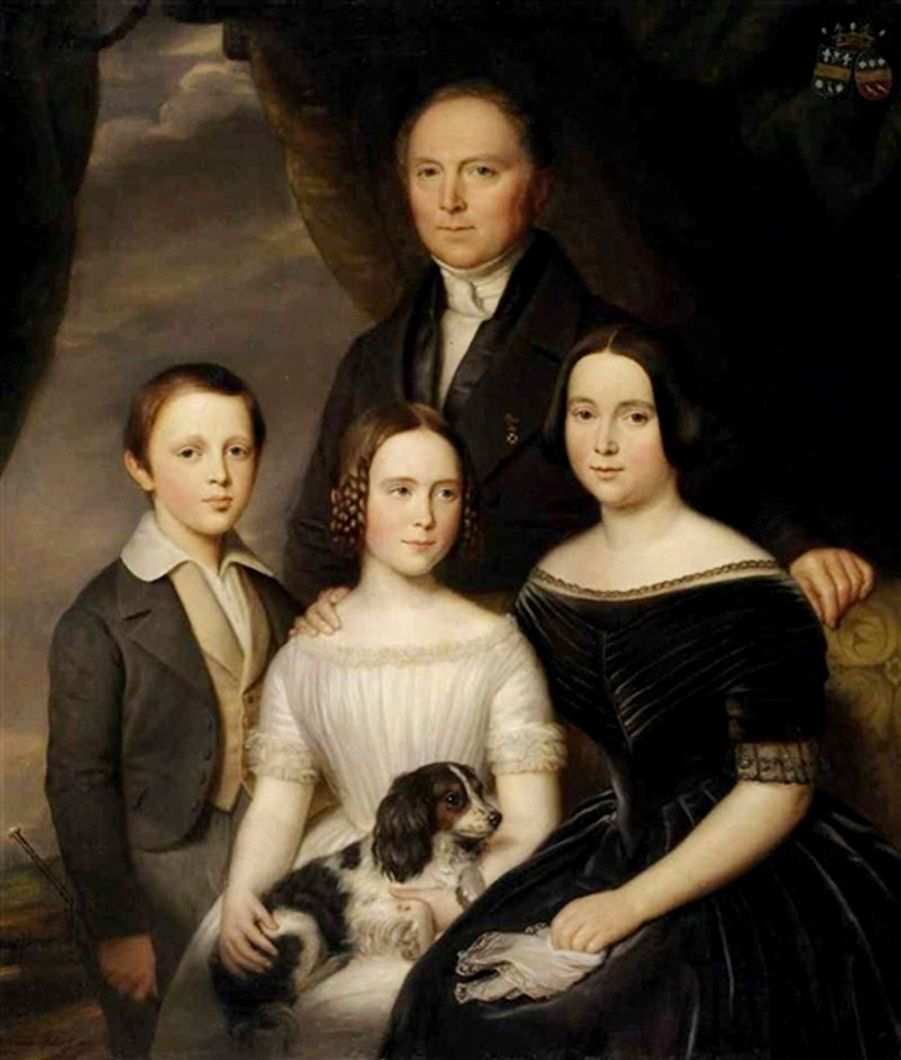
Jhr. G.A. Melort, zijn vrouw A.J. Wittert van Hoogland en hun kinderen, geschilderd door Jan Baptist van der Hulst.

De stamreeks begint met Servatius Melot die te Maaseik in 1654 trouwde met Maria Winckens. zijn kleinzoon voerde de naam Melort. Een achterkleinzoon van de laatste, mr. Godefridus Andreas Melort (1792-1870) werd bij Koninklijk Besluit van 28 november 1840 verheven in de Nederlandse adel.

## Enkele telgen
Andreas Joannes Melort (1759-1817), chirurgijn, apotheker, schepen en president-schepen van Oudenbosch
- Jhr. mr. Godefridus Andreas Melort (1792-1870), page van koning Lodewijk Napoleon, raadsheer gerechtshof, raadsheer Hoge Raad der Nederlanden
  - Jkvr. Louise Antoinetta Gijsberta Cornelia Melort (1833-1898), religieuze, laatste telg van het adellijke geslacht
  - Jhr. mr. Eduard Bonifacius Andreas Nicolaas Melort, heer in Middelharnis (1835-1878), substituut-officier van justitie